# (36283) 2000 DV3
2000 DV3 (asteroide 36283) é um asteroide da cintura principal. Possui uma excentricidade de 0.04570020 e uma inclinação de 24.64193º.
Este asteroide foi descoberto no dia 26 de fevereiro de 2000 por LINEAR em Socorro.